# Gačnik
Gačnik je razloženo naselje v Občini Pesnica, na zahodu meji na naselje Pesnica pri Mariboru, na vzhodu na Jareninski Dol, na jugu na Pesniški Dvor.  
Nadmorska višina od 270 do 300 m. 
Leži v podolgovati kotlini Gačniškega potoka, pritoka Pesnice. 
Gačnik se prvič omenja leta 1246 kot posest salzburških nadškofov. 
V Gačniku se je rodil dramatik, gledališki režiser in igralec Lojze Štandeker. 
Iz opustošene Vrtojbe se je v Gačnik proti koncu I. svetovne vojne priselil goriški politik Ivan Mermolja.